# 高知縣立美術館
高知縣立美術館（日语：／ Kouchikenritsu-bijutsukan）為高知縣高知市之美術館。1993年11月3日開館。以馬克·夏卡爾之世界級收藏品知名，約達1200件。
美術館內另設有音樂廳。

## 主要收藏品
- 馬克·夏卡爾：《奔馳蒼天的驢子》、《路上的花束》、《新娘的花束》、《奧熱瓦爾之夜》、《鄉村慶典》等作品[1]
- 安塞姆·基弗：《煉丹爐》
- 保羅·克利：《故鄉》
- 凱歐魯克・巴塞利玆：《夜與犬》
- 繪金：《圖太平記實錄代忠臣藏》
- 河田小龍：《美人圖》
- 山本昇雲：《雙艶競芳》
- 奥谷博：《畫家與鴉》
- 石川寅治：《凝視》

## 施設
- 展示室
- 講義室
- 創作室
- 美術藝術圖書館- 美術藝術圖書・美術雜誌・參考圖書、他館展覧會目錄等收藏
- 縣民陳列室
- 高知縣立美術館廳 - 音樂廳、座席數399、能劇設備
- 美術館商店
- 餐館

## 建築概要
外觀設計是以土佐漆喰之土藏作為主題。
- 設計・監理 - 日本設計、環境建築設計事務所、山本長水建築設計
- 竣工 - 1993年3月
- 延床面積 - 11,906m2
- 構造・規模 - 地上3樓地下1樓

## 利用情報
- 開館時間 - 9:00〜17：00（美術藝術圖書館 - 10:30〜17：00）、入館時間至16：30止
- 所在地 - 〒781-8123 高知縣高知市高須353-2

## 外部連結
- 高知縣立美術館

33°33′40″N 133°34′22″E / 33.56111°N 133.57278°E